# Бранкачк, Ахим
А́хим Бра́нкачк (в.-луж. Achim Brankačk, 21 августа 1926 года, деревня Мерка, около Радибора, Германия — 18 февраля 2013 года, Каменц, Германия) — лужицкий музыкальный педагог, музыкальный критик, композитор и хормейстер, писатель
.

## Биография
Родился 21 августа 1926 года в лужицкой деревне Мерка в окрестностях Радибора. После получения среднего образования изучал историю и английский язык во Вроцлаве. Потом преподавал в расширенной средней сербской школе (позднее — Сербская гимназия) в Баутцене. Был многолетним директором 1-й лужицкой культурной бригады. В течение 47 лет возглавлял радиборский хор «Meja».
Похоронен на кладбище святого Николая в Будишине.

## Сочинения
Написал несколько книг на музыкальную тематику, а также музыкальные произведения для лужицкого органиста Любины Голанец-Рауповой и исполнителя Бярната Крауца.
- Achim Brankačk: Wuměłča na pišćelach. Wobraz žiwjenja njewšědneje Serbowki a hudźbnicy, Rjad Wobrazki ze Serbow. Bautzen: Domowina-Verlag, 2005. ISBN 3-7420-1990-2.
- Spěwy Korle Awgusta Kocora, Bautzen : Domowina-Verlag, c 1998, Partitur, 1. nakł.
- Naš towaršny spěwnik, Bautzen : Domowina-Verlag, c 1996, 1. nakł.
- Cantus choralis jubilatio, Bautzen : Domowina-Verlag, [1995]
- Cyrkwinske spěwy, Bautzen : Domowina-Verlag, c 1993, [Partitur], 1. nakł.
- Hodowne spěwy, Bautzen : Domowina-Verlag, c 1992, [Partitur], 1. nakł.

## Награды
- Лауреат премии имени Якуба Чишинского (1972).